# Sverige i olympiska sommarspelen 1906
Sverige deltog i olympiska spelen 1906 i Aten med en framgångsrik trupp. Dessa spel kallas ofta för extraspelen 1906 och räknas av IOK inte in i den officiella statistiken.

## Svenska medaljörer

### Friidrott
- 1500 meter
  - Kristian Hellström, brons

- 5 miles
  - John Svanberg, silver
  - Edward Dahl, brons

- Maraton
  - John Svanberg, silver

- Stavhopp
  - Bruno Söderström, silver

- Kulstötning
  - Eric Lemming, brons

- Spjutkastning
  - Eric Lemming, guld
  - Knut Lindberg, silver
  - Bruno Söderström, brons

- Femkamp
  - Hjalmar Mellander, guld
  - Eric Lemming, brons

- Dragkamp
  - Carl Svensson /Axel Norling /Ture Wersäll /Osvald Holmberg /Eric Lemming /Erik Granfelt / Gustaf Grönberger /Anton Gustafsson, brons

### Skytte
- Duellskytte 25 meter
  - Hübner von Holst, silver
  - Wilhelm Carlberg, brons